# Ретцлафф Нунес, Тиаго
Тиа́го Ре́тцлафф Ну́нес (порт.-браз. Tiago Retzlaff Nunes; род. 15 февраля 1980, Санта-Мария, Риу-Гранди-ду-Сул) — бразильский футбольный тренер.

## Биография
Тиаго Нунес родился в городе Санта-Мария в штате Риу-Гранди-ду-Сул в 1980 году. Получил образование в Федеральном университете Санта-Марии и в аспирантуре Регионального университета северо-запада штата Риу-Гранди-ду-Сул (УНИЖУИ). В середине 2000-х годов начал тренерскую карьеру.
В 2005 году возглавил «Сан-Луис» из города Ижуи. Затем до 2008 года работал в командах «Бакабал», «Луверденсе» и «Нову-Оризонти» (Ипамери) — в качестве тренера по физподготовке, а впоследствии помощником главного тренера. С 2010 по 2013 год возглавлял небольшие команды в качестве главного тренера — «Риу-Бранку», «Луверденсе», «Гремио Сапукаиенсе», «Насьонал» (Манаус), «Риогренденсе», «Гремио Баже» и «Униан Фредерикенсе». В 2013 году возглавил команду «Гремио» в категории до 15 лет, но вскоре перешёл в команду для игроков до 20 лет. Спустя год перешёл на аналогичную позицию в «Жувентуде».
3 мая 2016 года, спустя несколько месяцев работы в молодёжной команде клуба «Ферровиариа» (Араракуара), вернулся к работе с основными составами, возглавив «Сан-Паулу» (Риу-Гранди). 17 октября того же года стал главным тренером «Веранополиса».
21 апреля 2017 года Тиаго Нунес был назначен на должность тренера команды до 19 лет в «Атлетико Паранаэнсе». В январе 2018 года Нунес стал исполняющим обязанности главного тренера «фуракана» в чемпионате штата. При этом основным тренером считался Фернандо Динис, но после ряда неудачных результатов и в связи с победой «Атлетико» в чемпионате штата Тиаго Нунес 27 июня 2018 года был назначен на должность главного тренера команды, хотя и без постоянного контракта. В конце 2018 года «Атлетико Паранаэнсе» под руководством Нунеса впервые в своей истории завоевал Южноамериканский кубок. 5 ноября 2019 года, через два дня после матча 30-го тура чемпионата Бразилии 2019 «Атлетико Паранаэнсе» — ССА (1:0), покинул свой пост по собственной инициативе.
7 ноября 2019 года назначен главным тренером «Коринтианса» в сезоне 2020.
21 апреля 2021 года назначен главным тренером «Гремио». Контракт подписан до декабря 2022 года. 4 июля 2021 года по окончании матча 9-го тура Серии A 2021 «Гремио» — «Атлетико Гоияниенсе» (0:1) покинул свой пост по обоюдному согласию.
30 августа 2021 года назначен главным тренером «Сеары». Контракт подписан до декабря 2022 года. 25 марта 2022 года, через день после четвертьфинального матча Кубка Нордесте 2022 «Сеара» — КРБ (0:0 (3:4 пен.)), был уволен.

## Титулы и достижения
- Чемпион штата Мату-Гросу (1): 2009
- Чемпион штата Акри (1): 2010
- Чемпион штата Парана (1): 2018
- Чемпион штата Риу-Гранди-ду-Сул (1): 2021
- Обладатель Кубка Бразилии (1): 2019
- Обладатель Южноамериканского кубка (1): 2018
- Обладатель Кубка обладателей Кубка Джей-лиги и Южноамериканского кубка (1): 2019